# Isophya armena
Isophya armena är en insektsart som beskrevs av Miram 1938. Isophya armena ingår i släktet Isophya och familjen vårtbitare. Inga underarter finns listade i Catalogue of Life.